# 最佳化問題
数学、工程学、计算机科学和经济学領域中，最佳化问题，或称优化问题（英語：Optimization problem）是指从所有可行解中找到最优良的解的问题。
根据变量是连续的或离散的，可将最佳化问题分为两类：
- 具有离散变量的最佳化问题称为离散优化，其中必须找到可数集合中的整数、排列或图等对象。
- 具有连续变量的最佳化问题称为连续优化，其中必须找到连续函数的最优值。它们可以包括约束问题和多模态问题。

最佳化问题和决定性问题（Decision problem）、功能性问题（Function problem）不同，最佳化问题是：从问题的多个解中，求出最佳解。像背包问题（考虑不同价格和重量的物品，以及可承载一定重量的背包，如何选择物品，使背包中的物品的总价最高）即属于最佳化问题。

## 连续优化问题
连续优化问题的规范形是
{\displaystyle {\begin{aligned}&{\underset {x}{\operatorname {minimize} }}&&f(x)\\&\operatorname {subject\;to} &&g_{i}(x)\leq 0,\quad i=1,\dots ,m\\&&&h_{j}(x)=0,\quad j=1,\dots ,p\end{aligned}}}
其中
- {\displaystyle f:\ \mathbb {R} ^{n}\to \mathbb {R} }是n元向量x的目标函数，其值需要最小化；
- {\displaystyle g_{i}(x)\leq 0}称作不等式约束；
- {\displaystyle h_{j}(x)=0}称作等式约束；
- {\displaystyle m\geq 0,\ p\geq 0}。

若{\displaystyle m=p=0}，则问题就是无约束优化问题。按照惯例，标准形定义了最小化问题。最大化问题可通过将目标函数取逆得到。

## 组合优化问题
组合优化问题A是四元组{\displaystyle (I,\ f,\ m,\ g)}，其中
- I是可行值集合；
- 给定可行值{\displaystyle x\in I,\ f(x)}是可行解集；
- 给定可行值x、对应的可行解y，{\displaystyle m(x,\ y)}表示y的测度，一般是正实数。
- g是目标函数，且须取极值。

我们的目标是为某可行值x找到最优解，即可行解y，且满足
{\displaystyle m(x,y)=g\left\{m(x,y'):y'\in f(x)\right\}.}
对每个组合优化问题，有相应的决策问题：对某特定测度{\displaystyle m_{0}}，是否存在可行解。例如，若有包含顶点u、v的图G，优化问题可能是“找到u到v使用最少边的路径”，答案可能是4；相应的决策问题是“是否有u到v的路径使用了少于10的边数”，可以用简单的“是否”回答。
近似算法领域中，算法是为问题找到近似最优解。因此，通常的决策的定义是不充分的，因为其只指定了可行解。虽然可以引入合适的决策问题，但描述为优化问题更自然。